# Wełyka Starycia
Wełyka Starycia (ukr. Велика Стариця) – wieś na Ukrainie, w obwodzie kijowskim, w rejonie boryspolskim, w hromadzie Boryspol. W 2001 liczyła 744 mieszkańców, spośród których 704 wskazało jako ojczysty język ukraiński, 29 rosyjski, 4 mołdawski, 6 białoruski, a 1 inny.